# Základy geopolitiky
Základy geopolitiky: geopolitická budoucnost Ruska (rusky Основы геополитики: геополитическое будущее России) je geopolitická kniha napsaná Alexandrem Duginem. Její vydání v roce 1997 bylo v Rusku dobře přijato; mělo podstatný vliv na elitu ruské armády, policie a zahraniční politiky, kniha byla zavedena jako učebnice ve Vojenské akademii generálního štábu. Vlivné osobnosti ruské politiky se následně začaly zajímat o Dugina, ruského politického analytika, jenž obhahuje ultranacionalistickou a neofašistickou ideologii založenou na ideji neoeurasianismu a vytvořil si těsnou vazbu na zmíněnou vojenskou akademii.
Dugin uvádí jako svého spoluautora a svou hlavní inspiraci generála Nikolaje Klokotkova, ten to ale popírá. S rukopisem knihy pomohl generálplukovník Leonid Ivašov, šéf mezinárodního oddělení Ministerstva obrany Ruské federace.